# フロリクス8から来た友人
『フロリクス8から来た友人』（フロリクスえいとからきたゆうじん、原題：Our Friends From Frolix 8）は、アメリカ合衆国の作家フィリップ・K・ディックによるSF小説。

## あらすじ
人類の中から突然変異で誕生した、特殊な能力を持つ者たちである「新人」や「異人」と呼ばれる人々が、人類や世界の頂点に君臨する時代を舞台とする。能力を持たない60億人あまりの人々は「旧人」と呼ばれていた。もちろん試験を受けることによって、「旧人」でも社会の上層にゆくことはできたが、この試験がとても難しい。
かつて「旧人」を救うことを目的として、宇宙のかなたに旅立った1人の男がいた。その男の名は「プロヴォーニ」。その男が、友人を連れて帰ってくるという通信が入った。友人は1人で、「フロリクス8」という惑星の辺境警備隊員だという。友人は巨体で宇宙船内に入れないため、船の外壁を覆っているともいう。地球では、迎撃するためのレーザー砲を準備した。指定された着陸場所に近づいた宇宙船に、レーザーがあびせられた。だが、船を覆っている友人は平気で、おまけにレーザーを自分が活動するためのエネルギーに変えてしまった。

## 主な登場人物
- ニコラス・アップルトン - 再生タイヤの溝掘り職人。「旧人」である。
- ロバート・アップルトン - ニコラスの息子。「旧人」。
- アール・ジータ - ニックの勤務先の上司。「旧人」。
- エリック・ゴードン - 「旧人」の物理学者。反体制運動を進めている。
- エイモス・イルド - 「新人」の物理学者。
- トース・プロヴォーニ - 「旧人」の解放を夢見て、宇宙へ旅立った男。
- モルゴ・ウィルク - プロヴォーニが、フロリクス8から連れてきた異星人。
- ウィリス・グラム　-　政府の最高役職者。「テレパス」。

## 書誌情報
『フロリクス8から来た友人』 大森望訳 創元SF文庫 1992年1月31日発行 ISBN 4-488-69610-4